# Queering
El queering (también llamado lectura queer) es una técnica utilizada para desafiar la heteronormatividad mediante el análisis de los lugares en un texto que utilizan la heterosexualidad o las binariedades de identidad. El queering, que surgió de la teoría queer entre finales de los años 1980 y principios de los años 1990, es un método que se puede aplicar a la literatura, el cine y otros medios. Originalmente, el método del queering trataba más estrictamente el género y la sexualidad, pero rápidamente se expandió hasta convertirse en un término general para abordar la identidad, así como una variedad de sistemas de opresión y políticas de identidad. Incluso el término queer en sí mismo puede ser queerizado, porque gran parte de la teoría queer implica trabajar para luchar contra la normalización incluso en el campo mismo. En el contexto de la teoría queer, «ser queer es algo que hacemos, más que algo que somos (o no somos)».
Un ejemplo de queering sería reexaminar las fuentes primarias de la vida del rey Ricardo I de Inglaterra, para buscar evidencia de que exhibió comportamientos o actitudes homosexuales. El queering, como herramienta de análisis histórico, no implica necesariamente un intento de determinar si una figura histórica efectivamente participó en conductas homosexuales. Abarca un espectro más fluido de actitudes de género que pueden haber sido enteramente emocionales; por ejemplo, si se pudiera decir que los monjes célibes que escribieron cartas de afecto íntimo exhibían una forma de amor romántico, incluso si nunca participaron en un comportamiento físico íntimo o incluso consideraron conscientemente que su comportamiento era un paralelo de las relaciones físicas románticas.

## Orígenes y otros usos
Históricamente, el término queer en inglés era una palabra que se refería a algo extraño o raro. Como forma verbal de queer, queering puede referirse al acto de tomar algo y mirarlo a través de una lente que lo vuelve extraño o lo perturba de alguna manera. En la década de 1940 (en Estados Unidos), el término queer empezó a usarse para referirse a una sexualidad que se desviaba de las normas heterosexuales. Fue a finales de los años 1980 y principios de los años 1990 cuando los grupos activistas LGBT contra el sida, como ACT UP y Queer Nation, comenzaron a recuperar el término queer como un identificador positivo y como un proceso de cuestionamiento de las ideas dominantes sobre lo que se consideraba normal. Cathy Cohen sostiene que grupos como estos también extendieron el uso del término queer para superar las «tendencias asimilacionistas» presentes en el activismo contra el sida. Esto se basa en sentimientos expresados por grupos como Queer Nation, que sentían que queer, como palabra y como sentimiento, estaba demasiado centrado en la asimilación de sexualidades e identidades no normativas. Dentro de estos grupos, el término queer fue recuperado como sustantivo para significar algo radical. El queering se convirtió entonces en una herramienta de subversión social y política de la cultura dominante. Debido a que tiene sus raíces en la teoría queer, también está estrechamente vinculado con la política y el activismo queer.
Debido a que la idea de queering proviene del término queer, tiene una amplia variedad de definiciones y usos. Por ejemplo, Eve Kosofsky Sedgwick, una teórica fundamental de la teoría queer dice que queer puede significar «la red abierta de posibilidades, brechas... y excesos de significado cuando los elementos constitutivos del género de alguien, de la sexualidad de alguien, no están hechos (o no pueden hacerse) para significar monolíticamente». El crítico literario Michael Warner ofrece esta definición: «Queer obtiene una ventaja crítica al definirse a sí mismo contra lo normal en lugar de contra lo heterosexual». Judith Butler, otra teórica a quien se le atribuye la fundación de la teoría queer, habla de queer como un acto que se puede realizar. En un contexto más actual, los métodos de cuestionamiento se extienden más allá de la crítica literaria para examinar temas que van desde la cultura popular hasta temas más abstractos como la teología y el tiempo. En su ensayo sobre los beneficios de la teología queer, Thelathia «Nikki» Young afirma que la teología queer es una forma de «[deconstruir] las lógicas y los marcos que operan dentro de conceptos teológicos y éticos antiguos y nuevos». Además de estas deconstrucciones, argumenta que la teología queer «desmantela las dinámicas de poder y privilegio que persisten entre diversas subjetividades».

### Usos en el diseño
En el ensayo de Pia Livia Hekanaho «Queering Catcher: Flits, Straights, and Other Morons», ella utiliza el término queering para analizar «los límites que se filtran de la masculinidad 'heterosexual' y las identidades queer que pueden estar más allá de esos límites» en la novela de J. D. Salinger, The Catcher in the Rye, de 1951. En él, analiza cómo el narrador Holden Caufield se ve atrapado entre el rigor de la masculinidad normativa y el miedo a las sexualidades y la hombría no normativas. Judith Butler utiliza una lectura queer de la novela de 1929 Passing de Nella Larson para ver las posibilidades de difuminar las binariedades de raza y atracción.
La literatura de género como la fantasía y la ciencia ficción también siguen siendo textos populares para el análisis queer. En el artículo de Anna Bark Persson «Hogar e infierno: representación de la masculinidad femenina en la literatura de ciencia ficción impulsada por la acción», explora las narrativas de los personajes Nyxnissa so Dasheem de la serie The Bel Dame Apocrypha de Kameron Hurley y Catherine Li de la serie The Spin Trilogy de Robert Charles Wilson. Persson examina sus roles como mujeres masculinas que ocupan espacios y mantienen posiciones de poder, y cómo sus escenarios de ciencia ficción se utilizan para rechazar las convenciones cis y heteronormativas.
Hay un movimiento creciente hacia el diseño queer que se observa en iniciativas como Queering the Map y en el trabajo de diseñadores e investigadores de diseño como Ece Canli, Emeline Brulé, Luiza Prado de O. Martins y Tiphaine Kazi-Tani. Isabel Prochner escribió que la rareza y la teoría queer tienen un potencial radical, caótico y deconstructivo en el diseño al «comprometerse críticamente con los objetivos del diseño, desafiar sus suposiciones y alentar una mayor multiplicidad».

### Música disco
El fenómeno queer también se produjo en la música popular y en la cultura disco. Antes de los disturbios de Stonewall en Nueva York que posiblemente marcan el nacimiento de la música disco, las normas heterosexuales dominaban la escena de los clubes nocturnos. Fue recién después de que salió la música disco que el movimiento queer empezó a dejar su huella. Esto se vio especialmente en las pistas de baile de los clubes tanto heterosexuales como gais. Mientras que antes la norma era que un hombre y una mujer bailaran juntos, el movimiento queer permitió que los individuos bailaran solos o que parejas de baile del mismo género compartieran la pista.